# Луций Корнелий Сципион (квестор)
Луций Корнелий Сципион (лат. Lucius Cornelius Scipio) (около 197 — около 164 гг. до н. э.) — римский военный и политический деятель из патрицианского рода Корнелиев.
Луций Корнелий Сципион был сыном консула 190 года до н. э. того же имени.
К 168 году занимал должность военного трибуна, в 167 году — городского квестора. В том же году ездил в Капую для встречи Прусия II, царя Вифинии, затем сопровождал его по Риму.
Умер в возрасте 33 лет.